# Ierciîkî, Popilnea
Ierciîkî (în ucraineană Єрчики) este localitatea de reședință a comunei Ierciîkî din raionul Popilnea, regiunea Jîtomîr, Ucraina.

## Demografie
Componența lingvistică a localității Ierciîkî
     Ucraineană (97,16%)
     Rusă (2,13%)
     Alte limbi (0,48%)
Conform recensământului din 2001, majoritatea populației localității Ierciîkî era vorbitoare de ucraineană (97,16%), existând în minoritate și vorbitori de rusă (2,13%).